# Exaile
Exaile je muzički plejer, nastao po ugledu na sličan po stilu i funkcijama KDE-ov plejer Amarok, a koji koristi GTK+ vidžet tulkit. Napisan je u Pajtonu.
Poseduje mnoge osobine Amaroka, kao što su album art, biblioteke, tekstove pesama, informacije o izvođačima sa Vikipedije, podrška za Last.fm i slično.
Sors kod Exaile-a se distribuira pod  GNU-ovom opštom javnom licencom.

## Spoljašnje veze
- Zvaničan sajt Архивирано на веб-сајту  (20. април 2006)